# Jan Vaňha
Jan Vaňha, uváděn též Jan J. Vaňha (28. prosince 1859 Vadčice – 21. června 1911 Brno), byl český středoškolský pedagog, agronom, zemědělský odborník, odborný spisovatel a publicista.

## Život
Jan Vaňha se narodil v obci Vadčice nedaleko Pelhřimova v rodině sedláka Josefa Vaňhy a jeho manželky Marie rodem Maskové z obce Dehtáře. Vzdělání získal patrně v Pelhřimově a poté absolvoval odborná studia na vysoké škole zemědělské ve Vídni, kde roku 1886 složil odborné zkoušky a roku 1888 profesorské zkoušky pro střední hospodářské školy české i německé. V roce 1890 podnikl na popud ministerstva orby cestu po Německu a Francii, jejímž účelem bylo studium zušlechtění řepného a obilného semene. Od roku 1896 byl asistentem A. Liebenberga ve Vídni a v roce 1890 se stal soukromým docentem tamtéž.
Následně se Jan Vaňha vrátil do vlasti a v letech 1891–1899 působil na střední škole zemědělské v Přerově. V roce 1899 byl povolán do Brna, kde se následně ujal řízení výzkumné stanice a později tam dokázal vybudovat velmi kvalitní pracoviště, pro jehož rozšíření připravil plány a finanční zajištění výstavby nových prostor v Králově Poli. Tyto plány překazilo jeho úmrtí, kdy byl raněn mrtvicí[nepřesný odkaz] a po převozu do zemské nemocnice 21. června roku 1911 zemřel. Poté byl pohřben na místním hřbitově v Chvojnově.